# Légende urbaine

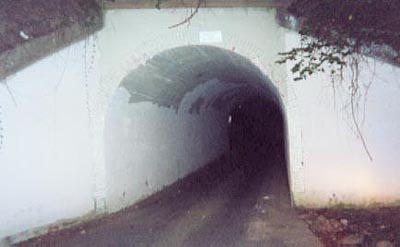
Colchester Overpass, lieu où est censé se passer la légende urbaine des années 1970 du, un homme ou un fantôme déguisé en lapin qui attaquerait les gens de la région.

Une légende urbaine (calque de l'anglais : urban legend) est un récit bref, présenté généralement comme une anecdote véridique mais qui est sans fondement.
Elle se répand généralement par des moyens informels de communication, soit par le bouche à oreille, soit des médias en ligne (forums, messageries instantanées, réseaux sociaux, etc.).
Généralement, il s'agit de faits réels qui sont déformés et amplifiés et mêlés à des éléments faux.
Contrairement aux légendes traditionnelles, les légendes urbaines mettent en scène des lieux (stations de métro, fast-food, etc.), des objets (automobiles, jouets « made in China », etc.) et des personnages emblématiques du monde moderne et urbain (junkies, baby-sitters, etc.) ; elles se déroulent par ailleurs dans un passé récent, ce qui les classe parmi les légendes contemporaines.
En tant que littérature orale, et suivant sa résistance au temps, la légende urbaine fait partie intégrante ou non du folklore et du repro-folklore.

## Définitions
La légende urbaine est une histoire contemporaine extraordinaire, présentée comme vraie mais qui est sans fondement, et qui se répand par le bouche à oreille ou par Internet.
Le plus souvent, les spécialistes attribuent le titre de manière un peu exclusive à des récits qui présentent les caractères suivants :

### Un récit structuré
La légende urbaine se présente comme un récit court, utilisant des faits réels, mais qui sont par la suite déformés ou amplifiés.

### Des procédés d'authentification
La véracité de la légende urbaine est présentée par celui qui la rapporte comme provenant d'une source déterminée (« D'après la Police nationale, un stagiaire de l'Institut Pasteur, etc. ») ou indéterminée (« C'est arrivé à l'ami d'un ami », « Il paraît que »). On retrouve ces mêmes procédés d'authentification pour les rumeurs.

### La présence de variantes
L’existence de versions et variantes d’un même récit, dispersées dans le temps et l’espace, est typique des récits légendaires. Les récits de kidnappings en camionnette blanche circulent ainsi depuis le milieu des années 1990. Si le cœur du récit ne change pas (des enfants sont enlevés par une mystérieuse camionnette de couleur blanche), de nombreuses variantes existent. Elles touchent à l'identité de l'agresseur (des membres de la communauté Rom, un pédophile, etc.), au motif de l'agression (trafic d'organes, crime sexuel), aux lieux où elle se déroule, etc.

### Une histoire douteuse
Les légendes urbaines sont apparentées aux lieux communs et aux idées reçues, en ce qu'elles sont partagées par de nombreuses personnes sans être vérifiées. Elles mêlent souvent le vrai, le faux et le douteux. Elles peuvent parfois être basées sur des faits réels qui auront été déformés. Le sociologue Jean-Bruno Renard identifie trois types de modifications de faits réels dans les légendes urbaines :
- les faits amplifiés : exagération, amplification de faits réels ;
- les faits déplacés de leur contexte ;
- les faits reconstruits : un ou plusieurs faits sont reconstruits pour se conformer au scénario-type d'une légende urbaine.

Un exemple de faits amplifiés ayant donné naissance à une légende urbaine est la fameuse histoire de l'ouvrier soudeur qui aurait perdu la vue à cause de lentilles de contact ; ces dernières auraient fondu sous l’action du chalumeau et seraient restées collées à sa cornée. En 1967, un ouvrier qui portait des lentilles de contact a effectivement été blessé aux yeux par l’explosion d’un disjoncteur. Mais il a retrouvé la vue en quelques jours, malgré des lésions à la cornée. Entre le fait et la légende, des éléments réels ont donc été amplifiés ou réduits, sans doute car l’incident, survenu à Baltimore, a profondément marqué le milieu ouvrier de l’époque.

### Une dimension morale
Le récit propose — à la lecture attentive — un déchiffrement et une interprétation du monde (surtout dans ses aspects les plus perturbants, confondants ou inquiétants), ainsi qu'une morale implicite.

### Une diffusion via des canaux informels (bouche à oreille, réseaux sociaux, messageries, etc.)
La légende urbaine se répand via le bouche à oreille et les canaux de communication informels. Sa diffusion est fortement influencée par les évolutions technologiques. Elle pouvait ainsi autrefois circuler par fax ou photocopie, avant que ce mode de diffusion ne soit supplanté par l'apparition du mail et d'Internet. Aujourd'hui, les légendes urbaines circulent fréquemment sur les forums Internet, les messageries et les réseaux sociaux. On parle de hoax (mot anglais traduisible par « canular ») pour certains messages propagés par Internet (canular informatique) dont certains appartiennent à la catégorie des légendes urbaines. Les creepypastas sont, par ailleurs, un genre voisin des légendes urbaines évoluant presque exclusivement sur Internet.[réf. nécessaire]
En parallèle de ces canaux informels de communication, la légende urbaine peut parfois être reprise par erreur par des médias traditionnels (radio, presse écrite, etc.). La légende du gerbilling a par exemple été reprise par RTL2 en 2007, un des animateurs ayant été piégé par une fausse dépêche de presse. Ces erreurs contribuent souvent à fortement populariser des légendes urbaines, leur apportant à la fois une audience large et le crédit d'un média reconnu.[réf. nécessaire]

### Durée
Les légendes urbaines peuvent circuler pendant des années voire des décennies (les récits d'auto-stoppeuses fantômes sont ainsi attestés depuis les années 1930 et continuent à circuler aujourd'hui), sous différentes versions.

### Différences avec les légendes traditionnelles et les rumeurs
Les légendes urbaines ne font pas appel à des figures surnaturelles comme dans une légende traditionnelle. Elles sont situées dans un passé récent au moment où elle est racontée et font souvent référence à des noms de lieux, de marques de voiture connues d'un grand nombre d'individus. Ces détails rendent crédible le récit et varient d’une version à l’autre, lorsque la légende apparaît dans des lieux ou à des époques différentes.
Ce qui la différencie, d'après Jean-Bruno Renard, de la rumeur, c'est que la légende urbaine ne se limite pas à une simple information et à une forme grammaticale de type sujet + prédicat (ex. : « Le Président mène une double-vie »). La frontière entre les deux genres est néanmoins extrêmement poreuse.

### Facilité de médiatisation
Les récits d’enlèvements sont plus « médiatisables », plus simples à appréhender que des phénomènes, tels que les violences intra-familiales ou le mal-logement qui bénéficient d’une couverture médiatique marginale. La violence des récits d’enlèvements est plus directe et palpable et le coupable est tout désigné : un maniaque urbain, un individu fondamentalement mauvais et irrécupérable, extérieur au foyer familial.

### Nature
Elles peuvent emprunter à tous les genres littéraires (anecdote, horreur, blague, etc.). Elles expriment, par ailleurs, des peurs et des fixations, et véhiculent une morale implicite. Elles peuvent ainsi jouer un rôle d'avertissement, illustrant ce qu'il faut ou ne pas faire ou les dangers qui nous guettent au coin de la rue et dans les lieux anonymes de la vie urbaine. Pour ces raisons, leur contenu est souvent négatif.

### Implication
Les personnes qui propagent les rumeurs sont toujours concernées par les rumeurs qu'elles partagent.

### Négativité
Les rumeurs parlent régulièrement de sujets négatifs (menaces, agressions).

## Études
La première étude sociologique d'une légende urbaine en France est due à l'équipe du sociologue français Edgar Morin sur la « rumeur d'Orléans ».
Le sociologue américain Jan Harold Brunvand a, dès les années 1980, appliqué aux récits populaires circulant dans le monde moderne des théories et des concepts académiques établis par les folkloristes dans l'étude traditionnelle des légendes associées le plus souvent à des faits historiques lointains ou à des cultures rurales.

## Thèmes
Certains thèmes sont récurrents dans les légendes urbaines (certaines d'entre elles pouvant se référer à plusieurs de ces thématiques).
- la violence urbaine, sous diverses formes (meurtre, viol, tortures, etc.) ;
- les technologies, sous leurs aspects les plus inquiétants (chimie, nucléaire, génétique…) ;
- les animaux, et en particulier les espèces considérées comme dangereuses ou effrayantes (serpents, araignées, etc.) ;
- les personnalités contemporaines (du show-business, de la politique…) et parfois historiques ;
- l'antiaméricanisme : les légendes sur les États-Unis, leurs entreprises (Coca-Cola, Mc Donald's…) et leurs institutions ont souvent un contenu politique, doublé d'une théorie du complot ;
- des actes révolutionnaires, alter-mondialistes, anti-centralistes (en France) ou anti-unitaristes ;
- le surnaturel et le paranormal ;
- la sexualité et l'évolution des mœurs ;
- les étrangers, les marginaux (hippies, junkies, etc.).

Elles ont la particularité de mettre en scène les peurs profondes qu'expriment les individus face à un monde en mutation. Ces peurs peuvent être reliées aux conditions de la vie urbaine et moderne : anonymat des grandes villes et cohabitation de communautés différentes, délégation de tâches, comme la garde des enfants, à des personnes ou services extérieurs au cercle de la famille et des proches, émergence des multinationales, accélération technologique … etc. Comme le remarquent Anna Kirziuk et Alexandra Arkhipova, deux chercheuses russes qui s’intéressent aux légendes urbaines soviétiques :
« Un citadin croise chaque jour une foule d’inconnus. Du métro à la cour de récréation, il est obligé de partager l’espace public avec d’autres anonymes, et d’acheter des biens et services à des étrangers ». Cette vie sociale urbaine repose sur un certain degré de confiance, pour ne pas dire de confiance aveugle.

## Dans la culture populaire

### Films
- 1948 : L'Armoire volante, film français de Carlo Rim
- 1961 : La Belle Américaine, film français de Robert Dhéry
- 1979 : Terreur sur la ligne, film américain de Fred Walton / remake Simon West, États-Unis, 2006)
- 1992 : Candyman, film américain de Bernard Rose
- 1998 : Urban Legend : film américain de Jamie Blanks
- 1999 : 8 millimètres : film américain de Joel Schumacher
- 2000 : Urban Legend 2 (Urban Legend 2 : Final Cut) : film américain de John Ottman
- 2005 : Urban Legend 3 : film américain de Mary Lambert

### Téléfilms
- 1972 : François Gaillard ou la Vie des autres de Jacques Ertaud, épisode 7, Joseph
- 1997 : Bonnes vacances, téléfilm français de Pierre Badel et Chantal Rémy

### Séries
- 1997-2000 : Frissons, série télévisée canadienne
- 2004 : Petits Mythes urbains, série télévisée franco-germano-britannique
- 2005: Supernatural, dans l'épisode 7 de la saison 1, l'esprit s'inspire de légende urbaine connue (Aren't You Glad You Didn't Turn on the Light?, l'homme au crochet, etc.) pour s'attaquer aux vivants.
- Légendes Urbaines (série québécoise) : épisodes ayant pour sujet les thématiques récurrentes dans les légendes urbaines, explorées et analysées par différentes personnalités, à raison d'un thème par épisode
- 2017 : Urban Myths sur Sky Arts (en), série télévisée britannique dont chaque épisode est indépendant des autres, ce qui peut faire que la série ne soit qu'une collection de téléfilms d'une demi-heure, chacun racontant une légende urbaine. Les histoires sont vraies, totalement ou en grande partie, et présentent surtout des faits incongrus sur des personnalités célèbres : l'amitié entre Samuel Beckett et André The Giant, les talents artistiques d'Hitler, la rencontre entre Cary Grant et Timothy Leary sous LSD, Mohamed Ali qui empêche une tentative de suicide[17]…

### Théâtre
- Bourgeade, Pierre. PZA : petite zoologie amoureuse (comédie, 1994)

### Musique
- Légende Urbaine, album d'Émily Bégin, sorti en 2004,

#### Essais
- Campion-Vincent, Véronique et Jean-Bruno Renard, Légendes urbaines : rumeurs d'aujourd'hui, Paris, Payot, 2002 (1re éd. 1992)
- Campion-Vincent, Véronique et Jean-Bruno Renard, De source sûre : nouvelles rumeurs d'aujourd'hui, Paris, Payot, 2005 (1re éd. 2002)
- Campion-Vincent, Véronique et Jean-Bruno Renard, 100 % rumeurs. Codes cachés, objets piégés, aliments contaminés… La vérité sur 50 légendes urbaines extravagantes, Paris, Payot, 2014
- Froissart, Pascal, Rumeurs. Histoire et fantasmes, Paris, Belin, 2010 (1re éd. 2002)
- Jean-Noël Kapferer, Rumeurs, Seuil, 1987
- Morin, Edgar et al., La Rumeur d'Orléans, Paris, Seuil, coll. « L'Histoire immédiate », 1982 (1re éd. 1969), 240 p. (ISBN 2-0-200-6280-1)
- Renard, Jean-Bruno, Rumeurs et légendes urbaines, Paris, Presses universitaires de France, coll. « Que sais-je ? nº3445 », 2013 (1re éd. 1999) (ISBN 2-0-200-6280-1)
- Roberge, Martine, De la rumeur à la légende urbaine, Laval, Québec, Presses universitaires de Laval, 2010
- Martine Roberge, L’art de faire peur : des récits légendaires aux films d’horreur, Laval, PU, 2004
- Van de Winkel, Aurore, Gérer les rumeurs, ragots et autres bruits, Edipro, 2012, 320 p.
- Van de Winkel, Aurore, Les légendes urbaines de Belgique, Waterloo, Avant-propos, 2017, 320 p.
- Van Gennep, Arnold, La formation des légendes, Paris, Flammarion, 1910
- Christoph Drösser et Rattelschneck, Stimmt's? das große Buch der modernen Legenden, Rowohlt-Taschenbuch-Verl, coll. « rororo Sachbuch », 2010 (ISBN 978-3-499-62628-9)
- Zofia Dąbrowska, Wielka księga PRL: dziwne zwyczaje, komiczna propaganda, gwiazdy kina Polski Ludowej, legendarne seriale, ZPR Media, coll. « Super Album », 2018 (ISBN 978-83-66012-23-3)

#### Articles
- Rumeurs et légendes urbaines, Paris, PUF, mars 2006, 254 p. (Diogène, no 213)  (ISBN 2-1305-5631-0)
- Rumeurs et légendes contemporaines, Paris, Ed. du Seuil, 1990, 386 p. (Communications, n° 50). Disponible en ligne
- Jean-Bruno Renard, « Entre faits divers et mythes : les légendes urbaines », Religiologiques, no 10, automne 1994. Disponible en ligne
- Stephen Smith, Abdelhak Serhane et Tahar Ben Jelloun : deux versions littéraires de la même légende urbaine. Francographie (New York), 1997, no 6, p. 139-147.
- Jean-Pierre Quinton, Pourquoi les légendes urbaines ?, TGV Magazine, mai 2008, no 104, p. 88.
- Aurore Van de Winkel, Bruxelles au cœur des légendes urbaines , in Brussels Studies, n° 54, le 8 novembre 2011, http://www.brusselsstudies.be/publications/index/index/id/158/lang/fr.
- Aurore Van de Winkel, Communication, croyance et construction identitaire : le cas des légendes urbaines, in Le Rendez-vous de la Recherche en Communication. Actes du colloque. 16 mars 2006, Département d'information et de communication, Université Laval (Québec), AECCUL, 2006, p. 81-91.
- Aurore Van de Winkel, Construire son identité face à l'étranger : le cas des légendes urbaines, in Bénédicte De Buron-Brun (dir.), Altérité, Identité, Interculturalité, France, L'Harmattan, 2010, p. 49-64.
- Aurore Van de Winkel, Légendes urbaines, construction identitaire et lien social : une relation complexe… , in Jo M. Katambwe (dir.), Communication et lien social, Québec, Presses de l'Université Laval, 2011, p. 205-228.
- Aurore Van de Winkel, Quand le croire investit un phénomène de communication profane: le cas des légendes urbaines , in Bruno Michon, Clémentine Vivarelli et Guillaume Erckert (dir.), La croyance : de la théorie au terrain. Mise en perspective des approches néo-wébérienne issue de la phénoménologie et de l'anthropologie existentiale, France, Éditions Hermann, Coll. Société et pensées, 2012.
- Aurore Van de Winkel, Quand les légendes urbaines utilisent l'Autre pour réaffirmer l'identité de ceux qui les diffusent… in Interstudia, Des autres à soi-même. Les voies du retour, Université de Bacău (Roumanie), janvier 2008, p. 79-87.
- Aurore Van de Winkel, Quand la légende urbaine touche l'organisation, in Loneux, Catherine, Parent, Bertrand (dir.), Communication des organisations : recherches récentes, Paris, L'Harmattan, Tome 2, 2010, p. 140-153.
- Aurore Van de Winkel, « La ville mise en récit : le cas des légendes urbaines », in Formules : Formes urbaines de la création contemporaine, no 14, 2010, p. 65-77.
- Aurore Van de Winkel, Les légendes urbaines, en tant que discours sur la société…, in Langue et Société, Discours et Pouvoir, les Actes de la Conférence internationale Signes particuliers. Langue, discours, société de l'Universitatea din Bacău (Roumanie) du 21 au 23 novembre 2008, 2009, p. 39-50.
- Aurore Van de Winkel, Mêlant réalité et fiction, les légendes urbaines en tant que nouvelle forme de littérature orale, in Actes des Rencontres autour de la littérature orale. Histoire de la littérature orale francophone, Alès, CMLO, 2010.
- Aurore Van de Winkel, Story-telling et légendes urbaines : quand le récit peut se retourner contre l'organisation, in Christiana Constantopoulou (dir.), Récits et fictions dans la société contemporaine, Paris, L'Harmattan, 2011.
- Numéro spécial « Légendes urbaines » de la Revue La Grande oreille, no 43, octobre 2010.

#### Œuvres de fiction inspirées de légendes urbaines

##### Recueils
- Des crocodiles dans les égouts et autres légendes urbaines / anthologie présentée par Elsa Marpeau. Paris : Éditions J'ai Lu, 2006, 73 p. (Librio : imaginaire ; 755)  (ISBN 2-2903-5215-2)
- Rumeurs et légendes urbaines : des mygales dans le yucca / Albert Jack. Paris : Hachette Pratique, 2007, 195 p. (Rendez-vous page 13)  (ISBN 978-2-0123-7337-2)
- 13 légendes urbaines / textes de Nicolas Jaillet, Olivier Lhote et Alain Venisse ; ill. Martin Desbat. Champigny-sur-Marne : Lito, mai 2009, 232 p.  (ISBN 978-2-2444-5861-8)

##### Romans
- Serge Brussolo, Ceux qui dorment en ces murs, Paris : Plon, 2007, 344 p.  (ISBN 978-2-2592-0623-5) (référence à la légende du Maître d'école)
- Gilbert Cesbron, Notre prison est un royaume, Paris : la Jeune Parque, 1948, 336 p. Rééd. Librairie générale française, 1955, 256 p. (Le livre de poche ; 100).

##### Nouvelle
- Didier Daeninckx. Les Frères Lacoste. Le Monde diplomatique, août 1997, p. 19. Texte en ligne

##### Bandes dessinées
- Les Véritables légendes urbaines (tome 1) / textes Éric Corbeyran, Rémi Guérin ; ill. Richard Guérineau, Sébastien Damour, Alain Henriet, Gil Formosa. Paris : Dargaud, 2007, 52 p.  (ISBN 978-2-2050-5894-9)
- Les Véritables légendes urbaines (tome 2) / textes Éric Corbeyran, Rémi Guérin ; ill. Marcelo Frusin, Alice Picard, Djillali Defali, Jean-Christophe Fournier, Melvil. Paris : Dargaud, 2008, 52 p.  (ISBN 978-2-2050-6031-7)
- Les Véritables légendes urbaines (tome 3) / textes Éric Corbeyran, Rémi Guérin ; ill. Didier Tarquin, Olivier Berlion, Renaud Garreta. Paris : Dargaud, 2009, 64 p.  (ISBN 978-2-2050-6283-0)